# Эрвин (город)
Э́рвин (скотс Irvin; гэльск. Irbhinn; англ. Irvine) — город на западном побережье Шотландии в округе Норт-Эршир.

## История
В XII веке на месте города находилась военная столица Шотландии. Он также являлся столицей Каннингема.

### Гавань
Гавань города имеет давнюю историю. Некогда это был один из важнейших портов после Глазго. В XIX веке он начал терять вес, по мере того как возрастало значение таких морских портов, как Глазго и Гринок. Тем не менее, через Эрвин всё ещё проходили торговые пути, однако основной деятельностью порта стали прибрежные перевозки, и в XX веке гавань пришла в окончательный упадок. Доки на реке Эрвин продолжали действовать вплоть до окончания Второй мировой войны, хотя последний корабль сошёл со стапелей ещё до войны, а затем доки занимались только ремонтом судов и делали оснащение для других кораблей. После этого гавань Эрвина была официально закрыта как торговый порт — в ней располагается лишь небольшое количестве прогулочных судов. Также на её территории находится часть Шотландского Морского музея, в которой выставлено несколько исторических кораблей.

### Власти
Город получил своего первого мэра около 1249 года. Это позволило городу организовать свои дела под властью городского совета. В 1372 году произошли прения между Эрвином и Эром по поводу контроля торговли в баронствах Каннингем и Ларгс. Спор был разрешён королевским указом от 8 апреля 1372 года, которым Роберт II даровал Эрвину привилегию в торговле в этом регионе.

## Уроженцы
- Беннетт, Марк Стюарт
- Коттрелл, Аллин
- Уилсон, Дэвид (1884)

## Города-побратимы
- Швеция: Уддевалла